# Édouard de Verneuil
Philippe Édouard Poulletier de Verneuil (París, 13 de febrero de 1805 - ibíd. 29 de mayo de 1873) fue un paleontólogo francés.

## Biografía
Nacido el 13 de febrero de 1805 en París, en principio estaba destinado a estudiar Derecho, pero después de asistir a clases de geología de Élie de Beaumont se sintió tan atraído por el estudio de la ciencia que cambió su orientación. Pasó varios años viajando por diversas regiones de Europa, destacando los dedicados al estudio de la geología de Crimea, sobre los que publicó un ensayo, publicado en 1837 en Mémoires de la Société géologique de France. Más tarde estudió fósiles y rocas del Devónico del Bas-Boulonnais. En 1839 acompañó a Adam Sedgwick y Roderick Murchison en el estudio de las rocas del Paleozoico superior de la Provincia del Rin y Bélgica, los resultados paleontológicos fueron enviados a la Sociedad Geológica de Londres junto con los de Adolphe d'Archiac.
Cuando Murchison comenzó sus estudios geológicos del Imperio ruso, pidió a Verneuil que le acompañara; sus investigaciones sobre este fueron incluidas en el segundo volumen de The Geology of Russia in Europe and the Ural Mountains (1845). Después de esto Vereuil acometió un viaje a los Estados Unidos para estudiar la historia de las rocas paleozoicas del país, los resultados fueron publicados en 1847, en Bulletin de la Societe Geologique de France.
En sus últimos años realizó numerosas expediciones a España, sus observaciones fueron incluidas en la Carte géologique de l'Espagne et du Portugal (1864), redactada junto a Edouard Collomb En 1853 la Sociedad Geológica de Londres le premió con la medalla Wollaston, y en 1860 fue elegido miembro extranjero de la Royal Society. Fue elegido tres veces presidente de la Sociedad geológica de Francia, en 1846, 1853 y 1867. Falleció en París el 29 de mayo de 1873.

## Obra
- con Adolphe d’Archiac: Mémoire géologique sur la Crimée, Paris 1837

- Mémoire sur les fossiles des bords du Rhin, Paris 1842

- con Roderick Urchison & Alexander von Keyserling. Geology of Russia in Europe and the Ural Mountains, v. 2, Londres 1845; Leonhard, Stuttgart 1848.

- con Edouard Collomb. Coup d'œil sur la constitution géologique de plusieurs provinces de l'Espagne. Bull. de la Société géologique de France, 2ª serie, Paris 1853, p. 61

- con Edouard Collomb. Carte geologique de l'Espagne et du Portugal, 1864